# Sninský kameň

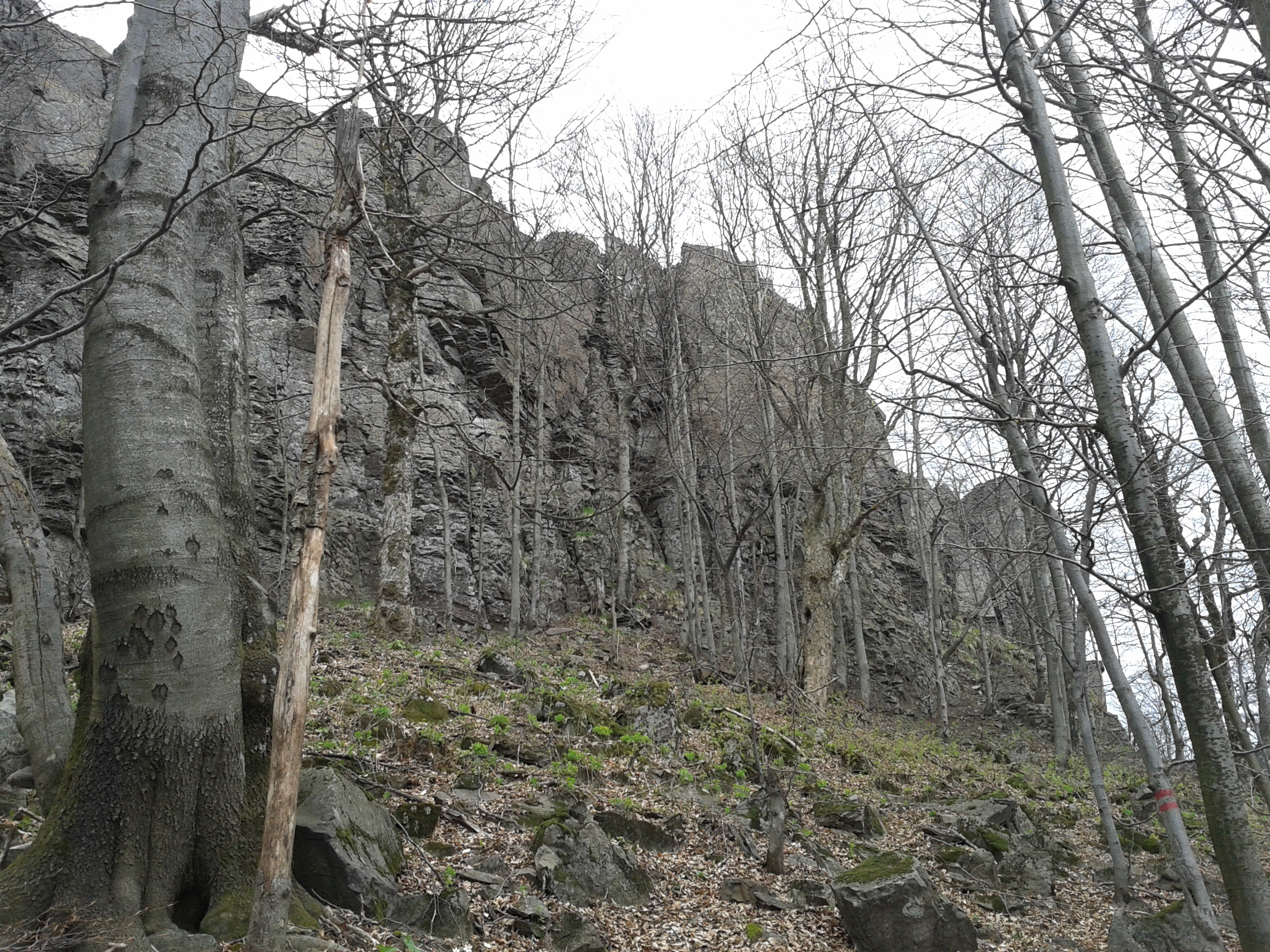
Foto di Sninský kameň dalle sue pendici

Sninský kameň (letteralmente pietra di Snina) è una formazione rocciosa naturale a base di andesite situata sul picco dei monti Vihorlat a pochi chilometri dalla città di Snina.
È situato nel parco nazionale di Vihorlat ed è raggiungibile a piedi da alcuni percorsi visibilmente segnalati all'interno del parco. È anche possibile raggiungere la sommità grazie ad una scala in ferro molto ripida fissata alla pietra, che permette l'accesso ad una sola persona alla volta.
Dalla sommità è possibile godere della vista panoramica di gran parte della okres di Snina.